# Georg Müller (Waisenhausleiter)

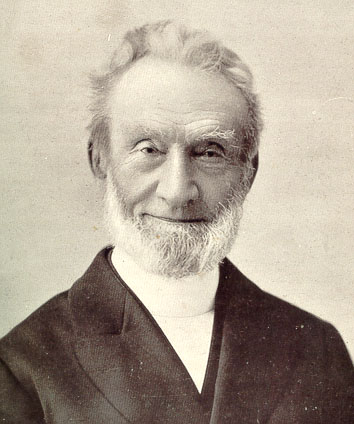
Georg Müller

Johann Georg Ferdinand Müller (später George Müller; * 27. September 1805 in Kroppenstedt; † 10. März 1898 in Bristol, England) war ein deutscher evangelischer Theologe und Evangelist. Bekannt wurde er als „Waisenvater von Bristol“.

## Leben
Georg Müller war der Sohn eines Steuereinnehmers. 1810 zog die Familie nach Hadmersleben, wo Müller seine Jugendjahre verbrachte. Nach Besuch des Gymnasiums in Halberstadt und Nordhausen studierte er zunächst in Halle Theologie, führte aber ein eher ausschweifendes Leben. Durch einen Bibelgesprächskreis im Hause des schlichten Veit Wagner kam er zu einem neuen Verhältnis zum christlichen Glauben und engagierte sich daraufhin für die missionarische Arbeit. Dabei wurde er auch von dem evangelischen Theologieprofessor August Tholuck (1799–1877) beeinflusst.
1829 ging er als Missionar nach England. Sein besonderer Einsatz galt der Judenmission. Hier lernte er den Zahnarzt Anthony Norris Groves kennen, der nur aus Glauben arbeitete und sein gesichertes Einkommen aufgegeben hatte. Georg Müller beschloss, seinen Dienst nach denselben Regeln durchzuführen.

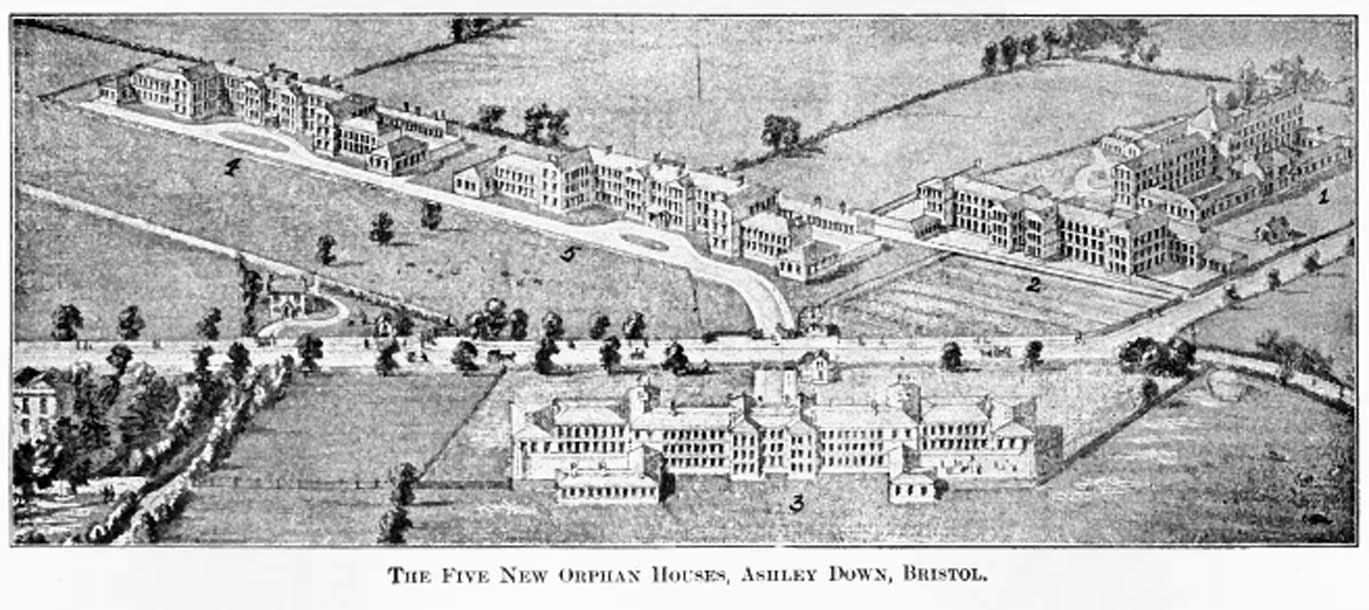
Waisenhaus in Ashley Down

1830 berief ihn die kleine Gemeinde in Teignmouth zum Prediger. Im selben Jahr heiratete er Groves’ Schwester Mary. 1832 ging er mit seinem Freund Henry Craik als Prediger nach Bristol. Hier begann er 1836 nach dem Lesen der Biografie von August Hermann Francke, dem Gründer der Halleschen Waisenanstalten, eine Waisenarbeit in Ashley Down für über 1000 Waisen aufzubauen, deren Eltern meist in der Cholera-Epidemie von 1832 gestorben waren. Die Arbeit lebte von Spenden, ohne dass jemals ein Spendenaufruf veröffentlicht wurde, weil Georg Müller darauf vertraute, dass Gott für alle notwendigen Spenden sorgen würde.
Außer von Francke wurde Müller stark von dem methodistischen Erweckungsprediger George Whitefield geprägt.
Müllers Gemeinde in Bristol, die „Bethesda Chapel“, gehörte der Brüderbewegung an. 1848 trennte sich John Nelson Darby von dieser Gemeinde, weil sie ihm zu zögerlich darin war, angebliche Irrlehren des Bibelauslegers Benjamin Wills Newton zu untersuchen und zu verurteilen. Durch diese Trennung entstanden die „Open Brethren“ („offene Brüder“), denen Müller zeitlebens verbunden blieb.
Ab 1875 unternahm Müller Evangelisationsreisen durch Europa, Amerika, Asien und Australien. Dadurch kam er auch wieder nach Deutschland und in die Schweiz. Neben Friedrich Wilhelm Baedeker, Carl Heinrich Rappard, Otto Stockmayer, Hudson Taylor, Dwight Lyman Moody u. a. gehörte er zu den führenden Männern der Heiligungsbewegung und der Evangelisationsbewegung.

„‘Herr Müller’, schrieb die Bristol Evening News, ‘war eine einmalige Erscheinung unter den Menschenfreunden des 19. Jahrhunderts. In einem Zeitalter des Unglaubens und des Materialismus probierte er Theorien praktisch aus, die viele Menschen nur für weltfremdes Theologengezänk halten.’“

Nach ihm sind die Georg-Müller-Gesamtschulen in Wetter und Bielefeld benannt.

## Schriften (Auswahl)

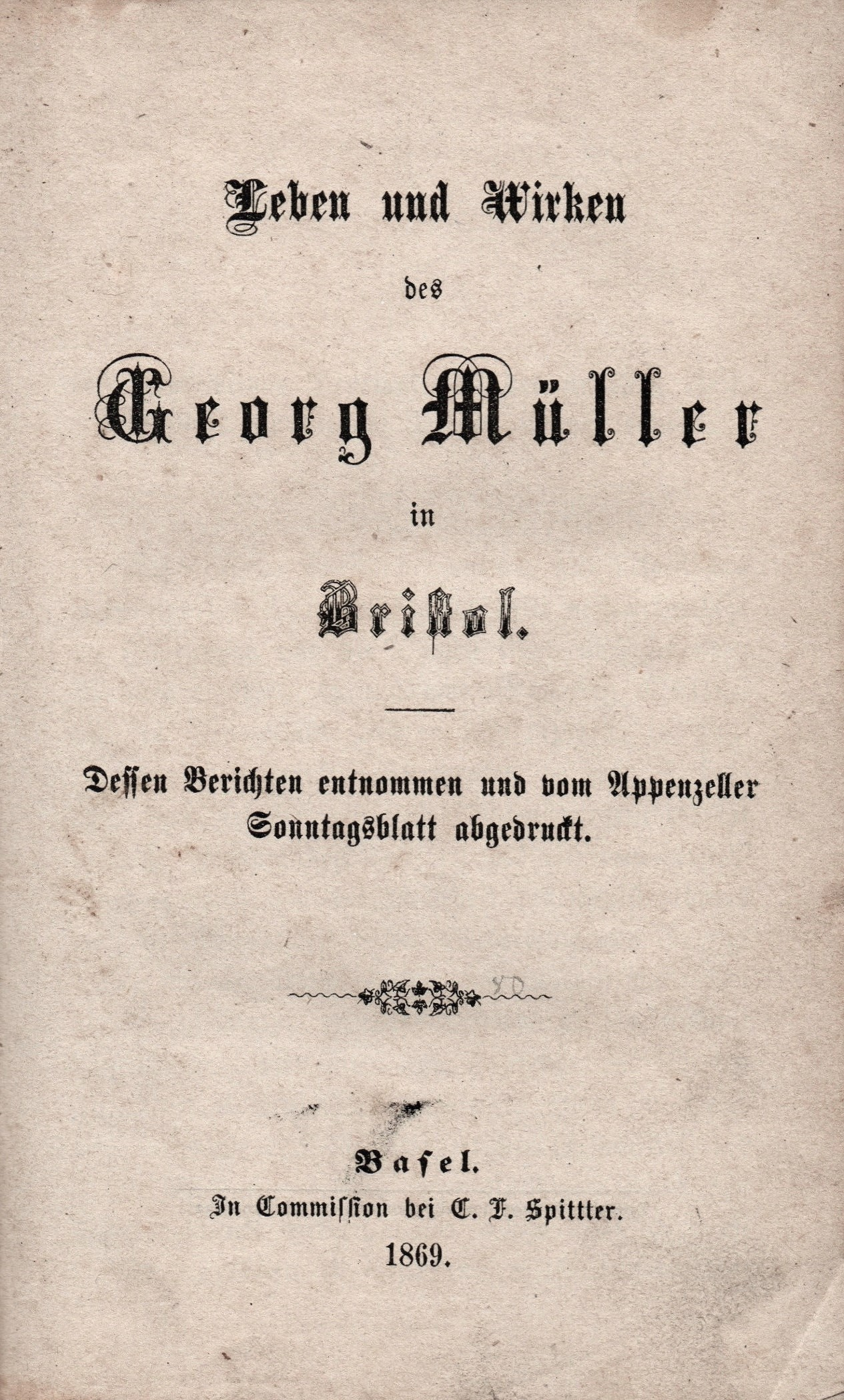
Leben und Wirken des Georg Müller (Basel 1869)

Ein ausführliches Verzeichnis von Müllers Schriften findet sich im Katalog des Christian Brethren Archive (Universitätsbibliothek Manchester).
- A Narrative of some of the Lord’s Dealings with George Muller. 6 Bände. Nisbet, London 1837–86 u.ö.
- Autobiography of George Müller or a million and a half in answer to prayer. Nisbet, London 1905.
- Und der himmlische Vater ernährt sie doch. Tagebücher (deutsche Auswahlausgabe). R. Brockhaus, Wuppertal 1985 u.ö. Neuausgabe: Hänssler, Holzgerlingen 2009.

## Film
- Georg Müller – Ein Mann, der die Welt veränderte (Hänssler DVD)